# Jarosław Kubicki
Jarosław Kubicki (Lubin, 7 de agosto de 1995) es un futbolista polaco que juega de centrocampista en el Górnik Zabrze de la Ekstraklasa.

## Selección nacional
Kubicki fue internacional sub-20 y sub-21 con la selección de fútbol de Polonia.

## Clubes
| Club                  | País    | Año       |
| --------------------- | ------- | --------- |
| Zagłębie Lubin        | Polonia | 2014-2018 |
| Lechia Gdańsk         | Polonia | 2018-2023 |
| Jagiellonia Białystok | Polonia | 2023-2025 |
| Górnik Zabrze         | Polonia | 2025-act. |

## Palmarés

### Títulos nacionales
| Título               | Club                  | País    | Año  |
| -------------------- | --------------------- | ------- | ---- |
| Copa de Polonia      | Lechia Gdańsk         | Polonia | 2019 |
| Supercopa de Polonia | Lechia Gdańsk         | Polonia | 2019 |
| Ekstraklasa          | Jagiellonia Białystok | Polonia | 2024 |
| Supercopa de Polonia | Jagiellonia Białystok | Polonia | 2024 |